# Adam Virgo
Adam John Virgo (* 25. Januar 1983 in Brighton, England) ist ein ehemaliger schottischer Fußballspieler.

## Karriere

### Verein
Adam Virgo begann seine Karriere im Jahr 2000 in seiner Geburtsstadt bei Brighton & Hove Albion. Für seinen Heimatverein an der Südküste Englands gelegen spielte Virgo bis Juli 2005 in 76 Ligapartien, in denen er als Innenverteidiger zehn Tore erzielte. Für eine Ablösesumme von 1,5 Millionen Pfund unterschrieb Virgo am 20. Juli 2005 einen Vertrag bei Celtic Glasgow aus Schottland. In seinem ersten Jahr der Vereinszugehörigkeit gewann er mit Celtic das kleine Double aus Meisterschaft und Ligapokal. Unter Gordon Strachan kam Virgo dabei zehnmal in der Scottish Premier League zum Einsatz, davon siebenmal als Einwechselspieler. Von 2006 bis 2007 wurde er für die gesamte Saison nach England an Coventry City verliehen. Wie schon in Glasgow blieb er mit nur 15 Einsätzen hinter den Erwartungen zurück. Ab 2007 wurde Virgo für eine Spielzeit an Colchester United verliehen, wo er sich einen Stammplatz erkämpfte. Von 2008 bis 2010 spielte Virgo zwei Jahre für Brighton & Hove Albion, um danach für Yeovil Town und die Bristol Rovers aktiv zu sein.

### Nationalmannschaft
Adam Virgo bestritt obwohl in England geboren zwischen den Jahren 2004 und 2006 einige Spiele für die Schottische B-Nationalmannschaft.
Im Oktober 2013 beendete Virgo im Alter von 30 Jahren seine Profikarriere.

## Erfolge
- mit Celtic Glasgow
  - Schottischer Meister (1): 2006
  - Schottischer Ligapokalsieger (1): 2006